# 유연 (성양경왕)
성양경왕 유연(城陽頃王 劉延, ? ~ 기원전 118년)은 중국 전한의 황족·제후왕으로, 성양왕이다. 성양공왕 유희의 아들이다.

## 생애
아버지가 성양공왕 33년(기원전 144년)에 죽자 성양왕을 계승했다. 성양경왕 10년(기원전 134년), 14년(기원전 130년), 21년(기원전 123년)에 입조했고, 마지막으로 26년(기원전 118년)에 입조했으며 이해에 죽어 아들 성양경왕 유의가 성양왕을 계승했다.

## 가계
- 성양공왕 유희
  - 성양경왕 유연
    - 성양경왕 유의
    - 맥후(麥侯) 유창(劉昌)[6][7]
    - 거합후(鉅合侯) 유발(劉發)[6][7]
    - 창후(昌侯) 유차(劉差)[6][7]
    - 괴후(蕢侯)[8] 유방(劉方)[6][7]
    - 우은강후(雩殷康侯)[6] 혹 호가강후(虖葭康侯)[7] 유택(劉澤)[6][7]
    - 석락후(石洛侯) 유경(劉敬)[6] 혹 원락후(原洛侯) 유감(劉敢)[7]
    - 부침후(扶㴆侯) 유곤오(劉昆吾)[6] 혹 협술후(挾術侯) 유곤경(劉昆景)[7]
    - 협희후(挾釐侯) 유패(劉霸)[7]
    - 늑후(朸侯)[6] 혹 늑절후(扐節侯)[7] 유양(劉讓)[6][7]
    - 부성후(父城侯)[6] 혹 문성후(文成侯)[7] 유광(劉光)[6][7]
    - 효후(挍侯) 유패(劉霸)[6][9] 혹 효정후(校靖侯) 유운(劉雲)[7]
    - 용후(庸侯) 유여(劉餘)[7] 혹 유담(劉譚)[6]
    - 적후(翟侯) 유수(劉壽)[6][7]
    - 전후(鱣侯) 유응(劉應)[6][7]
    - 팽후(彭侯)[6][7] 유강(劉強)[7] 혹 유언(劉偃)[6]
    - 고절후(瓡節侯) 유식(劉息)[6][7]
    - 허수강후(虛水康侯) 유우(劉禹)[6][7]
    - 동회후(東淮侯) 유류(劉類)[6][7]
    - 순후(栒侯) 유매(劉買)[6] 혹 구후(拘侯) 유현(劉賢)[7]
    - 연후(涓侯)[6] 혹 육후(淯侯)[7] 유불의(劉不疑)[6][7]

이상의 후작들은 모두 원수 원년(기원전 122년) 4월 무인일에 봉해졌다.